# ابتهاج الحارثي
ابتهاج الحارثي، هي رسامة ومؤلفة كتب أطفال، رسمت الكثير من أغلفة الكتب لكُتاب عمانيين، إلّا أن قصتها الأولى «أنا وماه» كانت بوابتها إلى انطلاقة أوسع وأرحب في عالم أدب الأطفال، تتحدث قصتها عن الطفل عزان الذي فقد جدته التي يحبها حباً شديداً، ويتعرض للتعامل مع موضوع الموت وفقد الأحبة، هذا الكتاب قدم ابتهاج ككاتبة ورسامة في آن، وهي خلطة إبداعية لا تتوفر كثيراً، وحصل أيضاً على جائزة مسابقة اتصالات لكتاب الطفل التي ينظمها المجلس الإماراتي لكتب اليافعين. في الحوار التالي تسرد لنا ابتهاج بعضاً من أفكارها ومشاريعها المستقبلية.

## الحياة المُبكرة والتعليم
ولدت الفنانة إبتهاج الحارثي في مسقط في سنة 1982، بدأت كطالبة جامعية بتخصص اللغة الإنجليزية،عملت بعدها كمعيدة وأكملت شهادتي العليا في تدريس اللغة الإنجليزية لغير الناطقين بها، بعد التدريس الجامعي لمدة ثمان سنوات قررت أن تغير مسارها وأن تدرس الفنون الجميلة وتتخصص في الرسم للأطفال، تركت بعدها التدريس الجامعي وأسست مكتبة ومرسم دهاريز للفنون وتقوم الآن بالرسم يوميًا في مرسمها وبتدريس الأطفال في مشغل دهاريز. وهي تشتغل أغلب الوقت على الوسائط الرقمية إلا أنها تحب اللوحات الزيتية و الرسومات المائية. تخرجت من أكاديمية جامعة الفنون حيث حازت على ماجستير في الفنون الجميلة-عام-  تخصص الرسوم التوضيحية لكتب الأطفال، و يركز بحثها على القصص الخيالية باستخدام شكل الرواية المصورة و القصص الشعبية العمانية التقليدية. الفنانة ابتهاج تستلهم الواقعية السحرية في أعمالها الفنية مع تغذيتها بالخيال الساحر المعاش يوميا محليا بالقرى العمانية. و قد شاركت الفنانة ابتهاج الحارثي في عدد من المعارض المحلية و العالمية كما قامت بالرسم التوضيحي لكثير من الأعمال الفنية الموجهة للأطفال بما في ذلك نشر أربعة كتب أطفال، و هي عضو في الجمعية العمانية للفنون التشكيلية (OSFA) و في جمعية كتاب و رسامي كتب الأطفال (SCBWI)، و تعيش و تشتغل حاليا بمسقط.
وقد أحبت كثيرًا أعمال الفنانين الإنطباعيين مثل مونيه ومانيه وأحبت أعمال رسامي العصر الذهبي في الرسم للأطفال مثل آرثر راخام وإدموند دولاك، الرسام الأمريكي نورمان روكويل من الرسامين المفضلين لديها أيضًا وذلك لإلتقاطاته البديعة للمحات التواصل الإنساني، . أما من الرسامين المعاصرين في مجال الكلمة والصورة فأنها تحب كثيرًا أعمال الأسترالي  شون تان وأعمال المانجا الياباني ناوكي يوراساوا .
لطالما أحبت إبتهاج الحارثي رسم الشخصيات الكرتونية ومحاولة تقليدها منذ الصغر ولكن بدايتها الحقيقية كانت عندما طلبت منها الكاتبة أزهار أحمد رسم كتاب “الحصان الذي فقد ذاكرته”، كانت حينها مجرد هاوية ولكن أزهار أصرت على أن ترسم كتابها رغم قلة خبرتها في ذلك الوقت، بعدها شعرت بأنها أحبت هذا المجال ورغبت في دراسته لتكون محترفة بدلًا من هاوية،  وقررت أن تدرس الفنون الجميلة بجامعة أكاديمية الفنون بسان فرانسيسكو MFA وأن تتخصص في رسم الكتاب المصور تحديدًا، أثناء دراستها كان مشروع تخرجها هو كتاب “أنا وماه” وحاولت نشرة بعد التخرج مباشرة، وكانت محظوظة جدًا لإنه حصل على جائزة اتصالات لأفضل نص وكان في الحقيقة أول نص كتابي تحاول نشره.

## مؤلفاتها
- من أنا؟[3]
- أنا وماه[4][5]
- غصون أخت الغزال[6][7]